# Aktive Fernerkundungssysteme
Aktive Fernerkundungssysteme (im Gegensatz dazu passive Fernerkundungssysteme) senden Mikrowellen- oder Laserstrahlen aus und empfangen deren reflektierte Anteile. Damit sind diese Systeme unabhängig von der Sonnenbeleuchtung.
Beispiele für aktive Systeme sind:
- Radar im Mikrowellenbereich zur Erfassung der Dielektrizitätskonstante und Oberflächenrauhigkeit
- Laseraltimeter im optischen Wellenlängenbereich zur Erfassung von Geländehöhen